# Heinz Schimmelbusch
Heinz C. Schimmelbusch (* 15. Juli 1944 in Wien), Spitzname „Schibu“, ist ein deutsch-österreichischer Industriemanager mit Wohnsitz in Wayne, Pennsylvania (USA). Er ist Chairman und Chief Executive Officer der AMG Critical Materials N.V. (AMG) in Amsterdam.

## Familie
Schimmelbusch wuchs als Stiefsohn des Besitzers einer Papierfabrik im Mühlviertel auf. Sein leiblicher Vater Heinz Schimmelbusch († 1981) arbeitete in der Nuklearindustrie und baute das Kernbrennstoffunternehmen Nukem auf.
Schimmelbusch ist verheiratet. Er hat eine Tochter und zwei Söhne, darunter der Schriftsteller Alexander Schimmelbusch.

## Leben
Schimmelbusch besuchte das Kollegium Kalksburg in Wien und erlangte dort 1962 die Matura. Danach nahm er ein Studium der Volkswirtschaftslehre an der Universität Tübingen auf, das er 1967 als Diplom-Volkswirt abschloss. 1970 wurde er dort mit einer Arbeit über die Elemente einer Theorie irreversiblen Konsumentenverhaltens promoviert. Während des Studiums hielt er wirtschaftspolitische Referate in verschiedenen Unternehmen, wobei er Karl Gustaf Ratjen kennenlernte, der sein Förderer wurde.

### Zeit bei der Metallgesellschaft
Im Jahr 1973 begann seine berufliche Laufbahn bei der Metallgesellschaft AG (MG) in Frankfurt am Main. 1989 übernahm er im Alter von 44 Jahren von seinem Vorgänger Dietrich Natus den Vorstandsvorsitz der Gesellschaft. Er war damit der jüngste Vorstandsvorsitzende in der Geschichte der MG. Durch zahlreiche, überwiegend fremdfinanzierte Firmenkäufe betrieb er eine aggressive Expansionsstrategie rund um die beiden neu definierten strategischen Kernfelder Umwelttechnik und Metallrohstoffe, wobei die Auslegung im Einzelfall auch großzügig erfolgen konnte. Die Mitarbeiterzahl stieg innerhalb von drei Jahren von 38.000 auf 62.000. Er wurde Mitglied im Präsidium des Bundesverband der Deutschen Industrie und im Präsidium der Internationalen Handelskammer in Paris. 1991 kürte ihn das manager magazin zum Manager des Jahres.
1993 ergab sich bei Öltermingeschäften in Nordamerika eine massive Schieflage. Auf Drängen der Deutschen Bank, die mit Ronaldo Schmitz den Aufsichtsratsvorsitzenden stellte und zugleich Anteilseigner und Hausbank der MG war, wurden 1993 die Kontrakte zu den Öl-Termingeschäften entgegen der Auffassung von Heinz Schimmelbusch verkauft. Ob diese Maßnahme richtig war, ist bis heute umstritten. Der Verkauf der Kontrakte führte zu realisierten Verlusten in der Größenordnung von ca. 1,2 Mrd. Euro. Zusammen mit der bereits hohen Verschuldung drohte eine akute Zahlungsunfähigkeit. Verschärft wurde die Situation durch öffentlich ausgetragene Streitigkeiten zwischen Ronaldo Schmitz und Heinz Schimmelbusch. Schimmelbusch musste daraufhin im selben Jahr sein Amt an Karl-Josef Neukirchen abgeben.

### Anschließende unternehmerische Tätigkeiten
Schimmelbusch hat danach eine zweite Karriere durch den Aufbau eines rohstoffnahen Firmenverbunds gestartet, an dem er selbst Anteile hält. Ab 1994 war Heinz Schimmelbusch CEO der von ihm gegründeten „Allied Resource Corporation“ und Managing Director beim „Safeguard International Fond“, einer Private-Equity-Gesellschaft.
Am 23. Juni 2007 berichtet die FAZ, dass Heinz Schimmelbusch eine neue Firma mit dem Namen Metallgesellschaft gegründet hat, nachdem der Name einige Jahre zuvor aus dem Handelsregister gestrichen worden war. Der Geschäftszweck der neuen MG mit Sitz in Elsteraue sind Handelsgeschäfte mit Nicht-Eisenmetallen.

### AMG Critical Materials N.V.
Ende der 1990er Jahre legte Schimmelbusch den Grundstein für die AMG Critical Materials N.V. Mit der US-amerikanischen Investmentfirma „Safeguard“ und dem „Safeguard International Fund“ (SIF), kaufte Schimmelbusch Unternehmen und Mittelständler mit Rohstoffbezug und stieg unter anderem 1997 bei der auf Vakuumtechnik spezialisierten Ingenieurfirma „ALD“ aus Hanau ein. Nach weiteren Zukäufen gründete der deutsch-österreichische Industriemanager aus den im Beteiligungsportfolio des Fonds befindlichen Unternehmen 2006 die Advanced Metallurgical Group (AMG). Im November 2006 wurde er zum Chairman und Chief Executive Officer der AMG ernannt und im Mai 2023 für eine Amtszeit von zwei Jahren wiederbestellt. Seit Juli 2007 ist die AMG an der Euronext in Amsterdam notiert und hat ihren Hauptsitz in Wayne (Pennsylvania). Im Mai 2023 erfolgte die Umbenennung von AMG Advanced Metallurgical Group N.V. in AMG Critical Materials N.V.